# Vous aviez ma belle
Albums de Anne Sylvestre
La Femme du vent T'en souviens-tu la Seine
Vous aviez ma belle est un album d'Anne Sylvestre paru en 1963 chez Philips.

## Historique
Entre mai 1963 et l'été 1964, Philips édite 3 E.-P., soit 12 chansons, qui ne seront pas repris en album 25 cm.

En 1965, la firme regroupe l'intégralité des enregistrements d'Anne Sylvestre (sauf deux titres) sur 4 albums 30 cm. À cette occasion, ces 12 chansons seront regroupées dans le troisième volume.

Sans titre à l'origine, cet album sera désigné par convention par celui de la première chanson.

## Titres
Face A :
| No | Titre               | Durée      |
| -- | ------------------- | ---------- |
| 1. | Vous aviez ma belle | 2 min 34 s |
| 2. | J'ai rien à dire    | 4 min 05 s |
| 3. | Mère veux-tu        | 2 min 12 s |
| 4. | Benoîte             | 2 min 32 s |
| 5. | La Quarantaine      | 2 min 30 s |
| 6. | Cidre-pomme         | 2 min 00 s |

Face B :
| No | Titre                                 | Durée      |
| -- | ------------------------------------- | ---------- |
| 1. | Le Château de mes ancêtres            | 2 min 28 s |
| 2. | Faluron-lurette                       | 2 min 53 s |
| 3. | Les Amis d'autrefois                  | 2 min 48 s |
| 4. | J'ai pas peur du loup                 | 2 min 23 s |
| 5. | Me voici donc                         | 2 min 43 s |
| 6. | Le Corselet (folklore tchécoslovaque) | 1 min 45 s |

## Musiciens
- Barthélémy Rosso et son ensemble
- François Rauber et son ensemble

## Production
- Philips
- Photo : Stan Wiezniak

## Récompenses
Le dos de la pochette indique : « Grand Prix international du disque - Académie Charles Cros ».